# Marie Taglioni

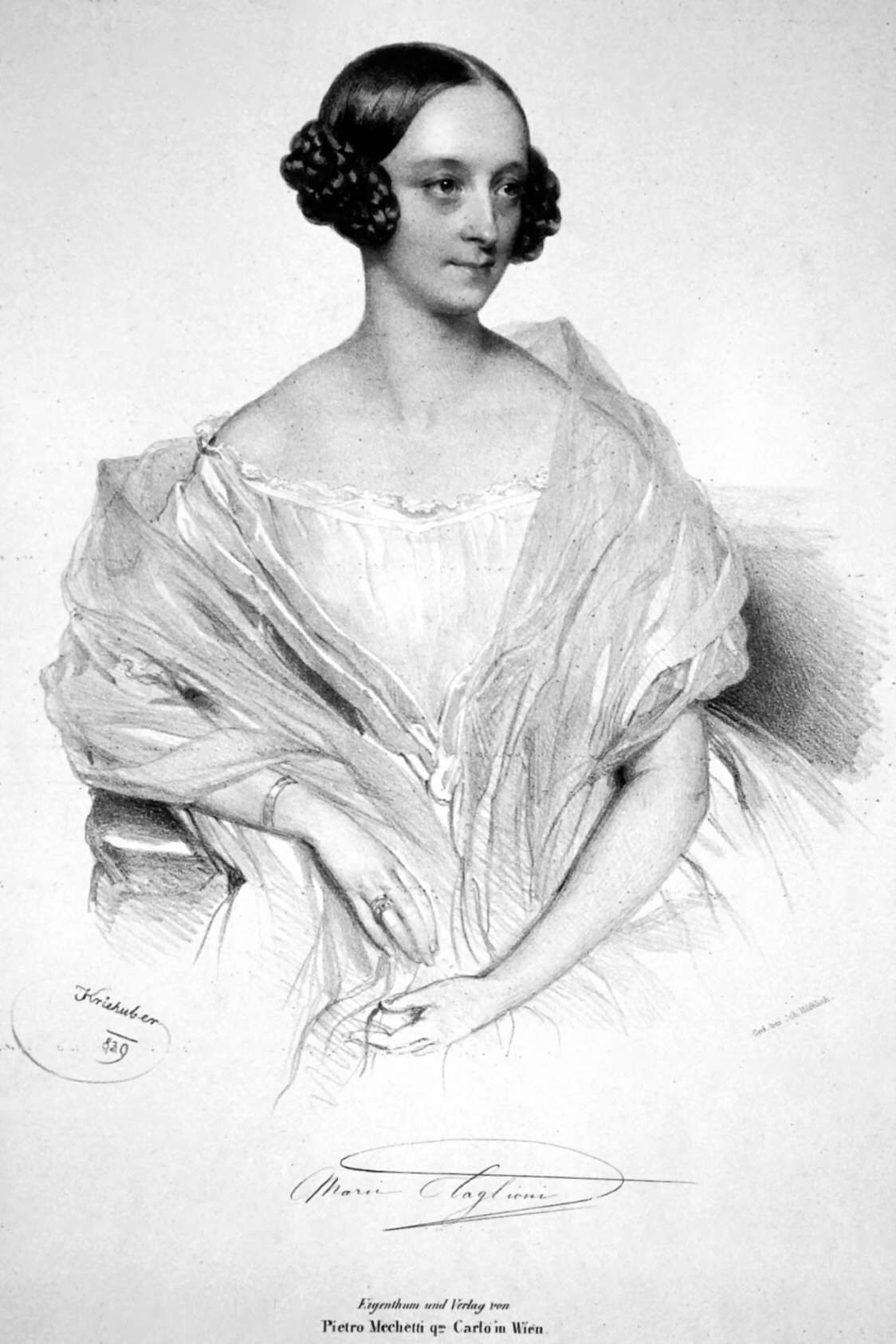
Lithografie van Taglioni uit 1839.

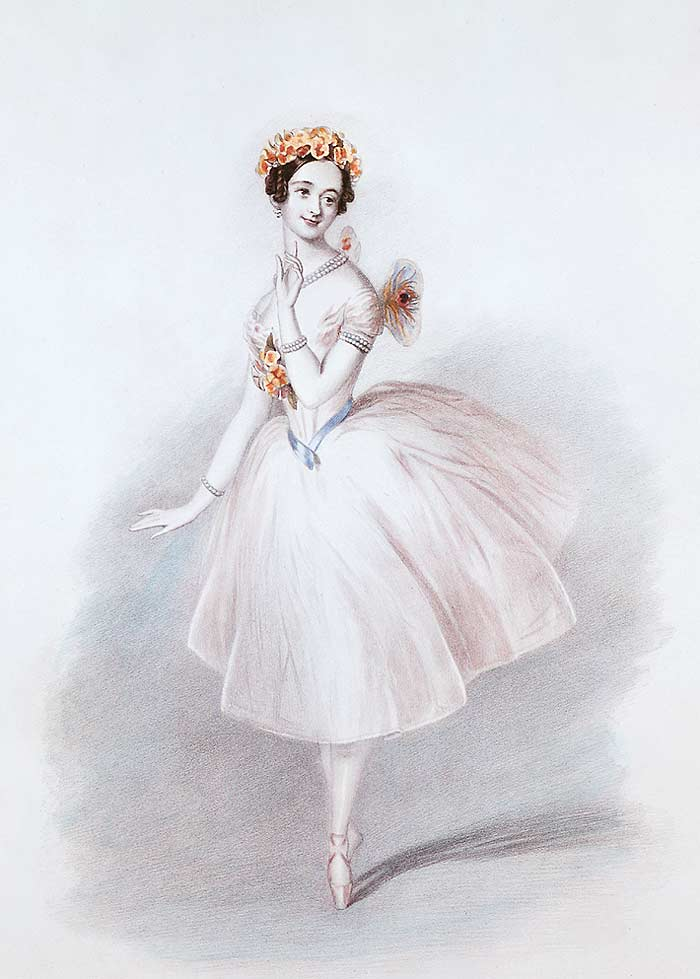
Taglioni in het ballet La Sylphide uit 1832.

Marie Taglioni (Stockholm, 23 april 1804 - Marseille, 22 april 1884) was een Italiaans/Zweeds balletdanseres.
Taglioni was een van de meest befaamde ballerina's in het romantisch ballet, en haar werd onofficieel toegedicht de eerste ballerina te zijn geweest die zuiver en pointe danste. Ze werd door haar vader, de choreograaf Philippo Taglioni, opgeleid en kreeg de meeste roem door haar hoofdrol in La Sylphide.

## Carrière
Voordat Taglioni bij het Parijse Opera Ballet kwam danste zij in München en Stuttgart. Op haar 23e jaar debuteerde ze in een ander ballet met choreografie van haar vader genaamd Le Sicilien dat zorgde voor naamsbekendheid. In die tijd schreef haar vader La Sylphide in 1832.
Ze stopte met dansen in 1847 en ging later naar Engeland waar ze les gaf in stijldansen en ballroom.
Taglioni overleed een dag voor haar 80e verjaardag.

## Privé-leven
Taglioni trouwde met Auguste graaf Gilbert de Voisins op 14 juli 1832 maar scheidde van hem in 1836. Ze hertrouwde met Eugene Desmares, een trouwe fan van haar. Drie jaar later kwam Desmares tijdens de jacht om het leven. Taglioni kreeg twee kinderen. Haar ouders waren Filippo Taglioni, een Italiaans choreograaf, en Sophie Karsten, een Zweedse balletdanseres.